# Duke Hudson
Brendan Vink (Adelaide, 8 de fevereiro de 1990) é um lutador de luta livre profissional australiano. Ele é mais conhecido por seu tempo na WWE, onde atuou sob o nome de ringue Duke Hudson e foi uma vez campeão de duplas do NXT. Ele também é conhecido por seu tempo na Melbourne City Wrestling (MCW).

## Carreira na luta livre profissional

### Circuito independente (2006–2019)
Brendan Vink fez sua estreia na luta livre profissional em 28 de abril de 2006, sob o nome de ringue Elliot Sexton. Atuando principalmente na Austrália, Sexton apareceu em promoções independentes, incluindo Melbourne City Wrestling (MCW) e Wrestle Rampage. Durante seu tempo nessas promoções, ele se tornou campeão pesado da MCW uma vez e campeão da WrestleRock uma vez. Em 2018, ele fez sua estreia internacional em combates para a promoção japonesa New Japan Pro-Wrestling (NJPW) e para a promoção britânica Progress Wrestling.

### WWE

#### Estreia no NXT e Raw (2019–2022)
Em 11 de fevereiro de 2019, foi anunciado que Vink havia assinado um contrato com a WWE e que se reportaria ao WWE Performance Center. Vink fez sua estreia sob seu nome real em um house show do NXT em 15 de março de 2019, derrotando Nick Comoroto. Ele passou o restante de março e o mês seguinte de abril lutando em house shows. Vink fez sua estreia na televisão no episódio de 25 de março de 2020 do NXT, formando uma dupla com seu ex-companheiro de grupo no TMDK, Shane Thorne, em uma luta que terminou em derrota contra Oney Lorcan e Danny Burch.
Vink fez sua estreia na EVOLVE em 2019 como parte da relação comercial da EVOLVE com a WWE, no EVOLVE 141, onde derrotou Colby Corino em sua primeira luta individual. Vink, então, iniciou uma sequência de vitórias na EVOLVE, derrotando nomes como A. R. Fox, Stephen Wolf, JD Drake e Leon Ruff.
Em março de 2020, Vink começou a aparecer no Raw ao lado de Shane Thorne, onde enfrentaram equipes como os Street Profits e Cedric Alexander e Ricochet, mas foram derrotados. No episódio de 27 de abril do Raw, Thorne e Vink se tornaram os mais novos associados de MVP, que desafiou Alexander e Ricochet para uma luta na semana seguinte em seu nome. No episódio de 4 de maio do Raw, Thorne e Vink derrotaram Alexander e Ricochet, conquistando sua primeira vitória. No entanto, sua aliança com MVP terminou após serem transferidos de volta para o NXT, e Thorne e Vink se separaram silenciosamente como equipe logo em seguida.
Em julho de 2021, Vink, sob o novo nome de ringue Duke Hudson, foi anunciado como parte do Torneio NXT Breakout de 2021. No episódio de 13 de julho do NXT, Hudson derrotou Ikemen Jiro na primeira rodada. No episódio de 17 de agosto do NXT, Hudson foi eliminado nas semifinais por Carmelo Hayes. Hudson então confrontou Kyle O'Reilly, resultando em uma briga que levou à marcação de uma luta entre os dois no episódio seguinte do NXT. Em 5 de dezembro, no NXT WarGames, Hudson perdeu para Cameron Grimes em uma luta Cabelo vs. Cabelo, e, portanto, teve que raspar a cabeça de acordo com a estipulação da luta.

#### Chase University (2022–2025)
No episódio de 1º de novembro de 2022 do NXT, Hudson acompanhou Thea Hail e Andre Chase como porta-bandeira da Chase University. Em 24 de outubro de 2023, na Noite 1 do NXT: Halloween Havoc, Hudson e Chase derrotaram a D'Angelo Family (Tony D'Angelo e Channing "Stacks" Lorenzo) para se tornarem os campeões de duplas do NXT, conquistando seu primeiro campeonato na WWE. Chase e Hudson posteriormente perderam os títulos para D'Angelo e Stacks na edição de 14 de novembro do NXT, encerrando seu reinado em 21 dias.
No início de maio de 2024, Ridge Holland começou a se associar à Chase U. No episódio de 21 de maio do NXT, Fallon Henley derrotou Hail para garantir uma vaga na luta de escadas de seis mulheres para coroar a campeã inaugural do Campeonato Norte-Americano Feminino do NXT no NXT Battleground. Nos bastidores, Riley Osborne teve uma discussão com Holland por ter custado Hail a luta, o que levou Chase a propor que os dois resolvessem suas diferenças no ringue, onde Holland derrotou Osborne. Após a luta, Osborne ainda não aprovava a colaboração da Chase U com Holland, e Hudson concordou com Osborne. O grupo eventualmente aceitou Holland como membro oficial. No episódio de 25 de junho do NXT, Chase e Hudson venceram uma luta de turmoil de duplas para garantir uma luta pelo Campeonato de Duplas do NXT no NXT Heatwave, mas falharam em derrotar Nathan Frazer e Axiom pelos títulos. No episódio de 17 de julho do NXT, Hudson não conseguiu derrotar Oba Femi pelo Campeonato Norte-Americano do NXT após Holland ter organizado a luta na semana anterior. No NXT No Mercy em 1º de setembro, Chase e Holland, que haviam derrotado Frazer e Axiom pelo Campeonato de Duplas do NXT duas semanas antes, perderam os títulos de volta para Frazer e Axiom. Após a luta, Holland atacou brutalmente o grupo, traindo a Chase U e retornando ao seu papel de heel no processo. Após sua traição, Holland prometeu derrubar a Chase U. No episódio de 10 de setembro do NXT, Holland derrotou Hudson e o atacou com a barricada após a luta. No episódio de 19 de novembro do NXT, Holland derrotou Chase com o futuro da Chase U em jogo, o que levou ao fim da Chase U. Hudson foi demitido pela WWE em janeiro de 2025.

## Outras mídias
Vink fez sua estreia nos videogames da WWE no WWE 2K24.

## Títulos e prêmios
- Australian Wrestling Allstars
  - AWA Heavyweight Championship (1 vez)[31]
  - AWA Championship Tournament (2016)
- Melbourne City Wrestling
  - MCW Heavyweight Championship (1 vez)[32]
- Pro Wrestling Illustrated
  - PWI o colocou na posição #306 dos 500 melhores lutadores individuais em 2024[33]
- WrestleRock
  - WrestleRock Championship (1 vez)[34]
- WWE
  - Campeonato de Duplas do NXT (1 vez) – com Andre Chase

### Lutas de Apostas
| Aposta | Vencedor       | Perdedor    | Local            | Data                  | Notas                             |
| ------ | -------------- | ----------- | ---------------- | --------------------- | --------------------------------- |
| Cabelo | Cameron Grimes | Duke Hudson | Orlando, Flórida | 5 de dezembro de 2021 | Cabelo vs. Cabelo no NXT WarGames |